# Yung Lean

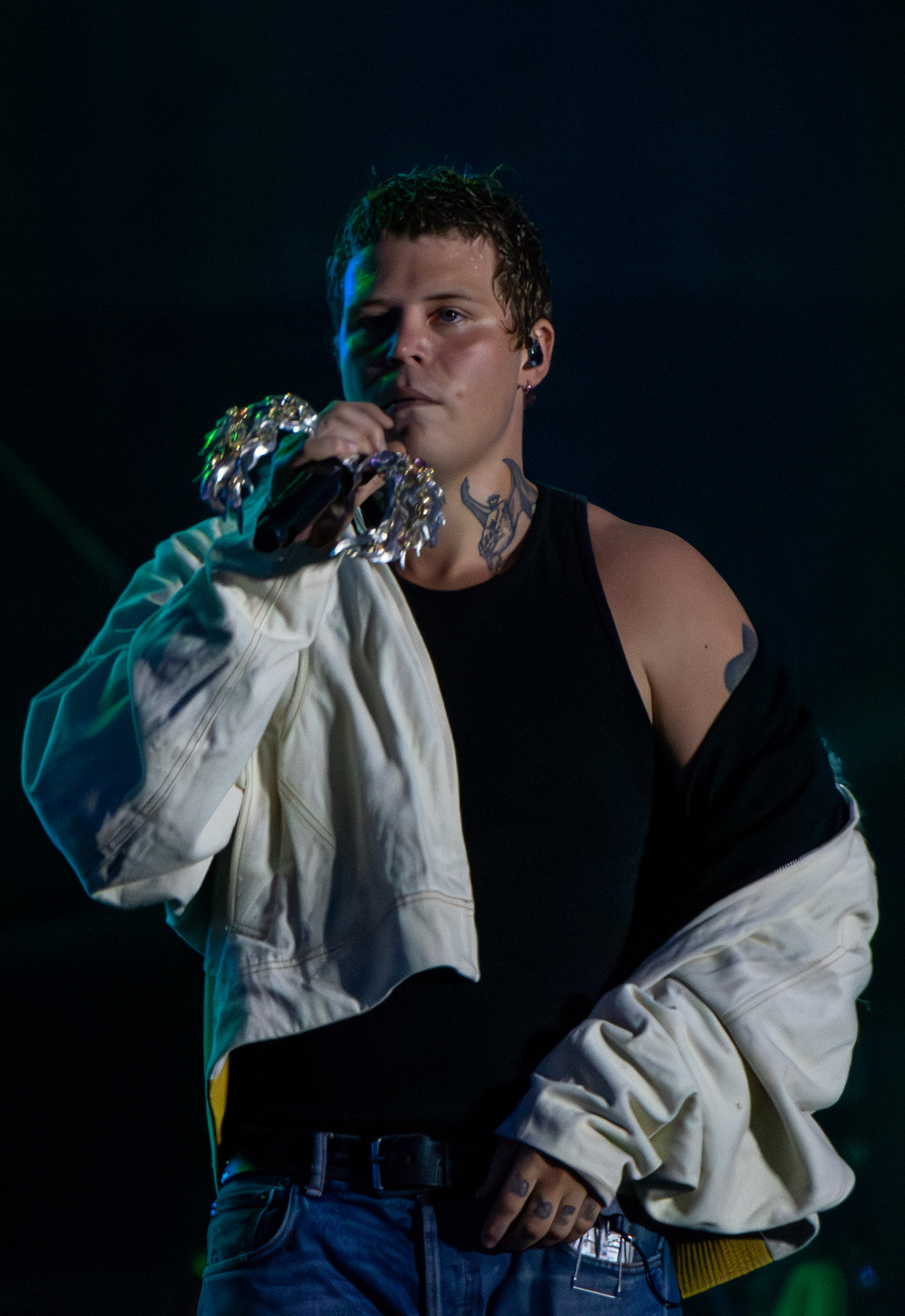
Yung Lean (2024)

Yung Lean (* 18. Juli 1996 in Stockholm, Schweden; bürgerlich Jonatan Aron Leandoer Håstad) ist ein schwedischer Rapper und Musikproduzent, dessen Musik dem Cloud Rap zuzuordnen ist. Das „Lean“ in seinem Pseudonym spielt auf die gleichnamige Droge (Codein) und auf seinen Nachnamen väterlicher Seite, Leandoer, an. Gemeinsam mit den Produzenten Yung Sherman (Axel Tufvesson) und Yung Gud (Micke Berlander) gründete er 2012 die Sad Boys.

## Biografie
Jonatan Leandoer Håstad ist der Sohn der schwedischen Botschafterin in Albanien Elsa Håstad und des schwedischen Schriftstellers, Übersetzers und Literaturkritikers Kristoffer Leandoer. Seine Großeltern mütterlicherseits sind die schwedische Journalistin Disa Håstad und der britische Dramatiker Arnold Wesker. Der Vater von Disa Håstad und damit der Urgroßvater von Jonatan Leandoer Håstad ist der schwedische Politikwissenschaftler Elis Wilhelm Håstad.

## Karriere

### Musikalische Anfänge
Håstad verbrachte seine Kindheit in Minsk. Als er drei Jahre alt war, zogen seine Eltern von Belarus nach Stockholm, wo er im Stadtteil Södermalm aufwuchs. Håstad lernte Yung Sherman und Yung Gud in einem lokalen Park in Stockholm kennen. Zusammen mit anderen Jugendlichen, wie den Rappern Bladee, Thaiboy Digital und Ecco2k sowie dem Produzenten Whitearmor, gründeten sie die Hash Boys. 2012 gründeten Lean, Sherman und Gud die Sad Boys und veröffentlichten Lieder auf Leans SoundCloud-Profil.

### Weiterer Werdegang ab 2013
Größere öffentliche Aufmerksamkeit erlangte Yung Lean erstmals 2013 im Alter von 16 Jahren mit seinem auf YouTube veröffentlichten Musikvideo Ginseng Strip 2002. Das Video wurde ein viraler Hit und hat inzwischen über 97 Millionen Aufrufe auf der Videoplattform. Im selben Jahr platzierte er seine ersten offiziellen Veröffentlichungen: Das Mixtape Unknown Death 2002 veröffentlichte er beim New Yorker Musik- und Streetwear Label Mishka NYC auf Vinyl, CD und zum freien Download. Auf dem Extended Play Lavender veröffentlichte er drei weitere Lieder, darunter auch Ginseng Strip 2002, die er ohne freiem Download einer größeren Öffentlichkeit zugänglich machen wollte und die deshalb nicht auf Unknown Death 2002 passten. Das Chicagoer Online-Musikmagazin Consequence of Sound listete Yung Leans Ginseng Strip 2002 auf Platz 44 ihrer „Top 50 Songs of 2013“. Das Vibe-Magazin nahm Unknown Death 2002 in seine Liste „The 10 Most Overlooked Debut Rap Mixtapes of 2013“ auf und beschrieb es folgendermaßen:

“Relying less on concise lyrics, Yung Lean is a natural progression from the freely associative, often nonsensical rhymes of Lil’ B with a keener sense of melody.”

„Auch wenn er weniger stark auf die Liedtexte baut entwickelt Yung Lean auf eine natürliche Weise die frei assoziierten, oft unsinnigen Reime von Lil’ B mit einem schärferen Sinn für die Melodie weiter.“

Nach der Veröffentlichung von Unknown Death 2002 unternahmen Yung Lean mit den Sad Boys in der zweiten Jahreshälfte 2013 eine Tour, die ihn durch sechs Städte in Schweden, Deutschland und den Niederlanden führte. Im Dezember 2013 war er einer von fünf Nominierten für das P3 Guld 2014, dem Musikpreis des Sveriges Radio P3, in der Kategorie Hiphop/Soul.

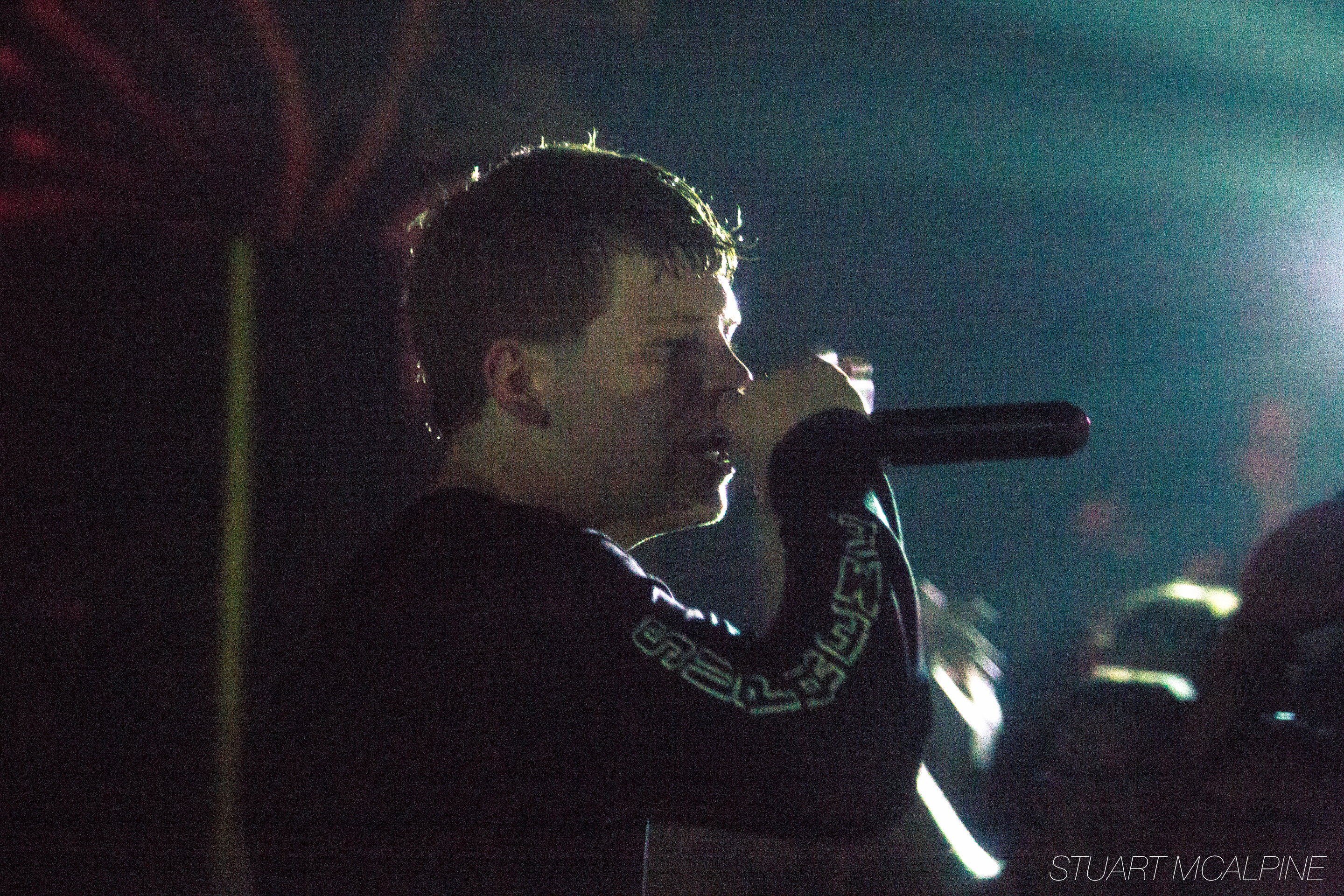
Yung Lean auf der Black Marble Tour im Palisades in Brooklyn (Juli 2014)

2014 begann die White Marble Tour, auf der Yung Lean und die Sad Boys zwischen März und April 25 Konzerte in verschiedenen europäischen Städten gaben. Im Mai 2014 trat Yung Lean im Studio PSL von Per Sinding-Larsen in Sveriges Television auf. Es folgte die Black Marble Tour durch Nordamerika, die im Juli 2014 in der Webster Hall in New York begann, und in zahlreichen Zeitungen und Musikzeitschriften, darunter XXL und The New York Times, freundlich kommentiert wurde. Auf der Black Marble Tour wurden die Sad Boys auch teilweise von den Gravity Boys begleitet.
Yung Lean veröffentlichte sein Debüt-Album Unknown Memory im September 2014. Auf das Album folgte eine weitere Tour durch Nordamerika und Europa, die am 1. Dezember 2014 in New York auf der fast ausverkauften Hauptbühne der Webster Hall begann.

### Warlord
Nach der Tour durch die Staaten, die von seinem US-Manager Barron Machat organisiert wurde, stieg der zu dieser Zeit 18-jährige Yung Lean in Machats Apartment in Miami Beach ab. Barron Machat war mit seinem Label Hippos in Tanks für experimentelle Musik in Nordamerika bekannt, und obwohl keine von Yung Leans Platten auf seinem Label veröffentlicht wurden, half er Lean beim Aufbau seines eigenen Labels Sky Team. Steven Machat, der Vater von Barron Machat, ist ein in der Unterhaltungsbranche bekannter Rechtsanwalt, zu dessen Klienten unter anderem Ozzy Osbourne und Bobby Brown gehören. Zusammen mit Lean waren auch sein Produzent Yung Sherman, der Rapper Bladee, der auch den Hintergrundgesang bei Leans Live-Auftritten übernahm, und Emilio Fagone, sein Manager, mit dem er schon zusammenarbeitet, seit er 16 war, in Miami und arbeiteten an den Aufnahmen zu Leans nächstem Album Warlord. Nachdem die Aufnahmen fertiggestellt waren, flogen Sherman und Fagone wieder nach Stockholm; Lean blieb mit Bladee in Miami.

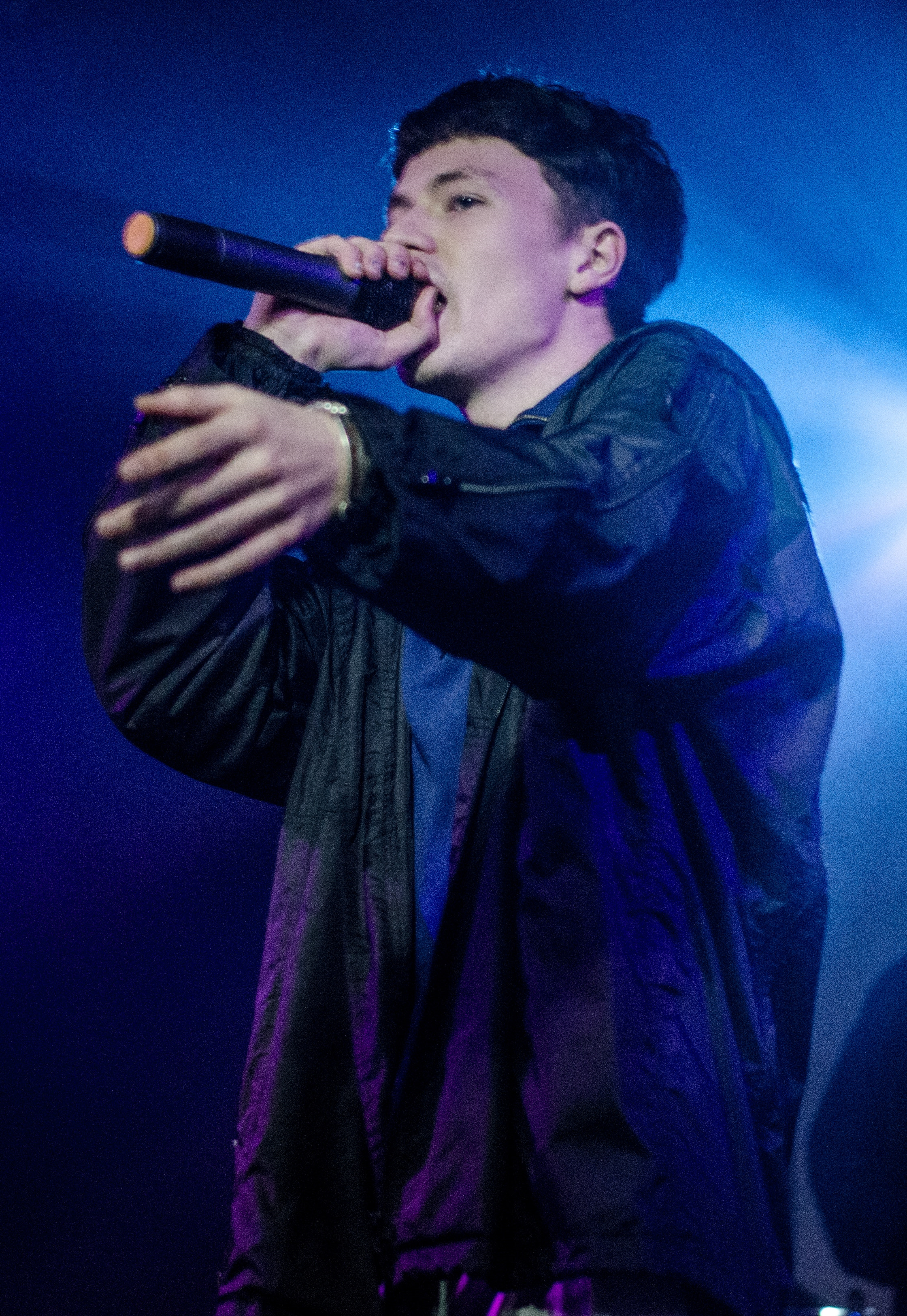
Bladee bei einem Auftritt mit Yung Lean in Toronto auf der Warlord-Tour (März 2016)

Zu dieser Zeit verlor Lean immer mehr die Kontrolle über seinen Drogenkonsum. Neben Lean konsumierte er auch Xanax, Marihuana und Kokain, wobei besonders die kombinierte Wirkung dieser Drogen seinen Geist in Rollen abdriften ließ, die er nur schwer wieder abschütteln konnte. So begann er, sich als Krankenschwester in OP-Bekleidung zu kleiden. In den Nächten, in denen er nicht schlafen konnte, schrieb er düstere Kindheitsalbträume über Personen, die sich in Ratten verwandeln, auf. Am 7. April 2015 hatte Lean Nasenbluten; seine Freundin, die in Schweden war und mit der er über Snapchat kommunizierte, hatte zur selben Zeit auch Nasenbluten. Benommen von Drogen und überwältigt vom Gefühl der Verbundenheit verlor Lean die Verbindung zur Realität und begann, die Möbel und das Glas in Machats Apartment zu zerstören. Weil er sich dabei auch selbst verletzte, ließ ihn Bladee ins Krankenhaus bringen. Dort bekam Lean Angstzustände, weil er seine Festplatte mit den Musikaufnahmen nicht bei sich hatte. Nach Mitternacht, es war schon der 8. April, gelang es ihm, Machat zu erreichen und ihn zu bitten, ihm die Festplatte ins Krankenhaus zu bringen. Auf der Fahrt fuhr Machat, der in dieser Nacht Xanax konsumiert hatte, mit fast 100 km/h gegen einen Ampelmast und sein Auto fing Feuer. Während sein Beifahrer, der Produzent Hunter Karman, gerettet werden konnte, starb Machat noch an der Unfallstelle.
Leans Vater Kristoffer Leandoer brachte ihn zurück nach Schweden und pflegte ihn in Isolation auf dem Land. Nach etwa zwei Monaten kehrte Lean, immer noch in medikamentöser Behandlung, nach Stockholm zurück. Währenddessen arbeiteten Yung Gud und Yung Sherman an der Fertigstellung des Albums. Teile der Aufnahmen fehlten oder waren unbrauchbar, sodass Lean Vokalteile neu aufnehmen musste. Im November 2015 wurde das Video zu Hoover, der ersten Single des Albums, veröffentlicht. Die Single selbst wurde am 20. Januar 2016 zum Verkauf angeboten und Lean kündigte die Veröffentlichung des Albums im kommenden Monat und eine internationale Tour, die ihn auch nach Amerika bringen würde, an. Yung Lean veröffentlichte sein zweites Album Warlord im Februar 2016. Kurze Zeit nach der Veröffentlichung von Warlord wurde ein weiteres Album mit dem Titel Warlord (This Record is Dedicated to the Memory of Barron Alexander Machat (6/25/1987 - 4/8/2015)) auf Spotify veröffentlicht. Hinter dieser Veröffentlichung stand Steven Machat, der über das Label Hippos in Tanks an der Finanzierung des Albums beteiligt war und daraus Rechte an der Veröffentlichung ableitete. Er wollte mit dem Album an seinen Sohn Barron erinnern; außerdem war er frustriert darüber, dass Lean bereits vor der Beerdigung seines Sohnes nach Schweden abgereist war. Nach der Intervention von Lean zog Steven Machat die Veröffentlichung jedoch zurück.

### Nebenprojekte
Yung Lean ist Vokalist der schwedischsprachigen Punk-Band Död Mark, bei der auch sein Freund und Sad Boy Yung Gud Mitglied ist. Im November 2016 veröffentlichte das Duo sein Debüt-Album Drabbad av Sjukdom auf Leans Label Year0001. Die Vorstellung des Albums fand auf Sveriges Radio statt.

## Rezeption
Yung Leans schlaffer und lustloser Rap-Stil wurde kontrovers diskutiert. Seine Musik und seine Song-Ideen sind um die Idee einer traurigen oder emotionalen Atmosphäre gebaut. Das Fact-Magazin hat Unknown Death 2002 folgendermaßen gesehen:

“It’s these beats that set Lean apart from other cloud-skating wannabes, and his Sad Boys especially have cooked up a logical continuation of Clams Casino and Beautiful Lou’s innovative techniques, emerging with thick, melancholy numbers that drip with a rare […] and earnest allure.”

„Es ist dieser Rhythmus, der Lean von anderen Möchtegern-Wolkenreitern abhebt, und seine Sad Boys haben eine logisch Fortsetzung von Clams Casinos und Beautiful Lous innovativen Techniken zusammengerührt, die mit dichten, melancholischen Nummern mit einem seltenen und aufrichtigen Reiz hervorkommen.“

2013 veröffentlichte Fact einen weiteren Artikel mit der Überschrift „Rise of the Sad Boys: from Kompakt to Yung Lean, a history of how electronic musicians have worn their sadness on their sleeves“ (dt. „Aufstieg der Sad Boys: von Kompakt bis Yung Lean, eine Geschichte wie elektronische Musiker ihre Traurigkeit auf der Zunge getragen haben“) wo sie behaupteten, „[Yung Lean]’s mixtape Unknown Death 2002 is the epitome of sad rap“ (dt. „[Yung Leans] Mixtape Unknown Death 2002 ist der Inbegriff des Sad Rap“).
Yung Lean ist bekannt für seine Mode, er trägt oft Bucket Hats. Vice schrieb: „Yung Lean Is Going to Do Bucket Hats Like Mac Miller Did the Snapback“ (dt. „Yung Lean trägt den Bucket Hat wie Mac Miller die Snapback Cap“).

## Diskografie

### Alben
| Jahr | Titel      | Höchstplatzierung, Gesamtwochen, AuszeichnungChartsChartplatzierungen (Jahr, Titel, Platzierungen, Wochen, Auszeichnungen, Anmerkungen) | Anmerkungen                                    |
| Jahr | Titel      | SE | Anmerkungen                                    |
| ---- | ---------- | --- | ---------------------------------------------- |
| 2017 | Stranger   | SE18 (1 Wo.)SE |                                                |
| 2018 | Poison Ivy | SE44 (1 Wo.)SE | Mixtape Erstveröffentlichung: 2. November 2018 |
| 2020 | Starz      | SE39 (1 Wo.)SE | Erstveröffentlichung: 15. Mai 2020             |
| 2022 | Stardust   | SE21 (1 Wo.)SE | Erstveröffentlichung: 8. April 2022            |

Weitere Alben
- 2013: Lavender (EP)[44]
- 2014: Unknown Memory auf dem Label Sky Team (Cargo Records)[45]
- 2016: Warlord auf dem Label Year0001[46]
- 2019: Total Eclipse (EP)
- 2024: Psykos (mit Bladee)[47]

Weitere Mixtapes
- 2013: Unknown Death 未知の死 2002 (Label: Мишка)[48]
- 2016: Frost God (Label: Year0001)[49]
- 2018: Poison Ivy (Label: Year0001)

### Singles
| Jahr | Titel Album                    | Höchstplatzierung, Gesamtwochen, AuszeichnungChartplatzierungen (Jahr, Titel, Album, Platzierungen, Wochen, Auszeichnungen, Anmerkungen) | Höchstplatzierung, Gesamtwochen, AuszeichnungChartplatzierungen (Jahr, Titel, Album, Platzierungen, Wochen, Auszeichnungen, Anmerkungen) | Höchstplatzierung, Gesamtwochen, AuszeichnungChartplatzierungen (Jahr, Titel, Album, Platzierungen, Wochen, Auszeichnungen, Anmerkungen) | Höchstplatzierung, Gesamtwochen, AuszeichnungChartplatzierungen (Jahr, Titel, Album, Platzierungen, Wochen, Auszeichnungen, Anmerkungen) | Anmerkungen                    |
| Jahr | Titel Album                    | SE | DE | AT | CH | Anmerkungen                    |
| ---- | ------------------------------ | --- | --- | --- | --- | ------------------------------ |
| 2022 | Ginseng Strip 2002 Lavender EP | — | DE36 (5 Wo.)DE | AT42 (4 Wo.)AT | CH33 (5 Wo.)CH | Charteinstieg: 4. Februar 2022 |

Weitere Singles
- 2013: Marble Phone (feat. Kreayshawn)
- 2013: Kyoto (prod. Yung Gud)
- 2014: Yoshi City
- 2015: Crystal Clear Ice[50]
- 2016: Hoover / How U Like Me Now? (feat. Thaiboy Digital)
- 2017: Red Bottom Sky
- 2017: Hunting My Own Skin
- 2017: Skimask
- 2018: Happy Feet
- 2019: Red Velvet (feat. Bladee)
- 2019: Creeps Creeps
- 2019: First Class (feat. Thaiboy Digital)
- 2019: Blue Plastic
- 2020: Boylife in EU
- 2020: Violence
- 2020: Pikachu
- 2020: Opium Dreams
- 2021: Chandelier
- 2022: Trip
- 2023: Victorious//Bullets (feat. Bladee)